# Schmeckt nicht, gibt’s nicht
Schmeckt nicht, gibt’s nicht war eine vom Fernsehsender VOX ausgestrahlte deutsche Kochsendung. Moderiert wurde diese von Tim Mälzer, der auch als Koch im Vordergrund stand.
Die Sendung wurde zum ersten Mal am 8. Dezember 2003 ausgestrahlt und lief von Montag bis Freitag um 18:30 Uhr, im weiteren Verlauf dann um 18:45 Uhr. Ursprünglich ersetzte die Sendung für zwei Wochen die Kochshow Kochduell, bis sie ab März 2004 dauerhaft an deren Sendeplatz trat.

## Format
Mälzers Show lehnte sich an das Format der britischen Kochsendung The Naked Chef des jungen britischen Starkochs Jamie Oliver an, der kurzzeitig ein Arbeitskollege von Mälzer im Londoner Restaurant Neal Street war. Das Motto von Schmeckt nicht, gibt’s nicht hieß Cool kochen mit Tim Mälzer. Mälzer wollte dem Publikum mit der Sendung beweisen, „dass man aus wenigen, einfachen Zutaten ein leckeres Menü zaubern kann“. Daher stellte er meistens Gerichte vor, die einfach und aus preiswerten Zutaten nachzukochen sind.
An Mälzers Seite trat in der Sendung auch seine Assistentin, Aufnahmeleiterin und Lebensgefährtin Nina Heik auf. Diese stellte anfänglich nur Fragen oder gab Hinweise, später übernahm sie auch einfache Arbeiten. Am Ende jeder Folge setzten sich alle Mitwirkenden der Sendung an einen Tisch und aßen zusammen die gekochten Gerichte.
2007 lief Schmeckt nicht, gibt’s nicht zum letzten Mal. Die Nachfolgesendung Born to Cook wurde von VOX nach nur sechs Folgen am 28. September 2007 aus dem Programm genommen.
Weiterer Nachfolger der Sendung war ganz & gar Henssler mit Steffen Henssler.

## Auszeichnungen
2006 erhielt die Kochsendung die Goldene Kamera als „Beste Koch-Show“. 2004 und 2007 war die Sendung für den Deutschen Fernsehpreis nominiert.

## Parodie
Die Kochshow wurde mehrfach in der Comedysendung Switch reloaded parodiert. Hierbei wurden Mälzer von Max Giermann und Heik von Petra Nadolny dargestellt.